# 피터 힉스
피터 웨어 힉스(영어: Peter Ware Higgs IPA: [piːtə(ɹ) wɛə(ɹ) hɪɡz], CH, FRS, FRSE 1929년 5월 29일~2024년 4월 8일)는 영국 킹스 칼리지 런던 출신의 이론물리학자이다.
1964년에 힉스 보손의 존재를 예상했고, 힉스 보손의 존재가 CERN의 LHC 가속 실험을 통해 2013년 10월 6일 공식적으로 확인되어 2013년 프랑수아 앙글레르와 함께 노벨 물리학상 수상자로 선정되었다. 영국 에든버러 대학교의 명예교수로 재직하였다.
힉스 보손은 흔히 '신의 입자'라 불리나, 정작 피터 힉스 본인은 무신론자이기에 해당 표현을 마음에 들어 하지 않는다고 밝혔다.